# Четверо проти кардинала
«Четверо проти кардинала» (фр. Les Charlots en folie: À nous quatre Cardinal!) — французька кінокомедія 1974 року за мотивами роману Олександра Дюма, продовження фільму «Чотири мушкетери Шарло».

## Сюжет
Мушкетери та їхні вірні слуги відійшли від ратних справ і зайнялися мирними домашніми справами. Тільки Базен, замінюючи Констанцію, продовжував грати роль відданої служниці. Король побажав, щоб королева з'явилася на бал із кольє з підвісками, яке раніше передала герцогу Бекінгему. Королева послала мушкетерів до Бекінгема, як доказ передавши їм своє кільце та лист. Трохи раніше Рішельє надіслав з тим же дорученням Міледі з фальшивим листом королеви.
У порту з'ясувалося, що корабель в Англію відходить на світанку. Міледі виявила прибулих слідом за нею мушкетерів і одного за іншим напоїла вином зі снодійним. Вранці слуги виявили їх сплячими й не змогли розбудити. Довелося слугам вирушити до Англії, переодягнувшись мушкетерами.
До Лондона Міледі прибула раніше і передала Бекінгему листа. Послугам мушкетера, що з'явилися пізніше, він спочатку не повірив і відправив їх на шибеницю. На щастя, потім він зрозумів свою помилку, помилував їх і передав їм скриньку з кольє. Дорогою до Франції Міледі викрала скриньку. Мушкетери та їхні слуги впізнали Рошфора і кинулися за ним у погоню. Рошфор розвернув гвардійців кардинала назустріч мушкетерам. Мушкетери розпочали бій, а їхні слуги погналися за каретою, в якій їхала Міледі. Коли Базен і Мушкетон забралися в карету, Планше та Гримо не змогли зупинити коней, упряжка карети зламалася, і карета покотилася без коней. Незабаром слуги зі скринькою, і мушкетери возз'єдналися.
У корчмі мушкетери знову побилися з гвардійцями, цього разу із-за коней, яких реквізували за наказом кардинала Рішельє. Мушкетери билися на сходах, що вели на верхню галерею, а їхні слуги заважали гвардійцям піднятися на галерею стовпами. Потім усі 8 вибралися назовні через вікно на другому поверсі та поскакали до Парижа.
У палаці відбулася сутичка за скриньку, але в останній момент кольє з підвісками опинилося на королеві.

## У ролях
| Актор             | Роль                               |
| ----------------- | ---------------------------------- |
| Жерар Рінальді    | Планше, слуга д’Артаньяна          |
| Жан Саррюс        | Базен, слуга Араміса               |
| Жерар Філіпеллі   | Мушкетон, слуга Портоса            |
| Жан-Гі Фешнер     | Гримо, слуга Атоса                 |
| Жозефіна Чаплін   | Констанція Бонасьє                 |
| Карін Петерсен    | Міледі                             |
| Катрін Журдан     | королева Анна Австрійська          |
| Даніель Чеккальді | король Людовик XIII                |
| Бернар Алле       | кардинал Рішельє / герцог Бекінгем |
| Поль Пребуа       | падре Жозеф                        |
| Жан Вальмон       | д’Артаньян                         |
| Жак Сейлер        | граф де Рошфор                     |
| Гі Гроссак        | Портос                             |
| Ян Таньгі         | Атос                               |
| Жорж Мансар       | Араміс                             |
| Робер Фавар       | капітан де Тревіль                 |
| Жак Легра         | Александр Дюма                     |